# Pyrinia signifera
Pyrinia signifera es una especie de polilla de la familia Geometridae. La especie fue descrita por primera vez por William Warren habiendo sido descrita en 1894, con distribución en Brasil. El sintipo de la especie fue descrita en el municipio Nova Friburgo.

## Descripción
Es una polilla mediana con una envergadura de 26 milímetros (1 plg). Las alas anteriores son de color castaño rojizo, ligeramente teñidas de oliva y muy finamente espolvoreadas con átomos oscuros. La costa del ala es más pálida, punteada de negro, con una marca negra más grande antes del ápice.: Notas 1  La primera línea transversal es brillante, lila opaco, en forma de corchete. La segunda línea, paralela al margen posterior, es de color lila más brillante. Las alas posteriores cuentan con la costa amarillenta pálida, con una línea transversal central que es continua a la línea exterior de las alas anteriores. Los flecos de ambas alas cuentan con las puntas amarillentas. 
La cabeza, tórax, abdomen, patas y antenas son rojizas. La parte inferior de las alas es amarillo brillante, espolvoreada de rojizo, con la parte inferior de las alas posteriores con un borde marginal de color leonado anaranjado.